# Río del Este
Río del Este är ett vattendrag i Chile.   Det ligger i regionen Región de Los Lagos, i den södra delen av landet, 900 km söder om huvudstaden Santiago de Chile.
I omgivningen kring Río del Este växer i huvudsak blandskog. Området är nästan obefolkat, med mindre än två invånare per kvadratkilometer.